# Billersteine
Die Billersteine sind ein flächenhaftes geologisches Naturdenkmal in der Gemarkung Waschenbach, Gemeinde Mühltal,  im Landkreis Darmstadt-Dieburg in Südhessen.

## Lage
Die Billersteine liegen im Naturraum Vorderer Odenwald, Unteres Modautal (Mühltal). Das Naturdenkmal befindet sich südsüdwestlich von Waschenbach und westlich der Kreisstraße 138 nach Frankenhausen. Es umfasst eine Fläche von etwa  854 Quadratmeter. Im Westen liegt der Steinbruch von Nieder-Beerbach, im Osten der Steinbruch von Waschenbach.

## Beschreibung
Die Billersteine sind eine Felswand aus Gabbro.  Sie stellen ein Überbleibsel eines ehemaligen kleineren Steinbruchs dar, der von etwa 1880 bis 1911 genutzt wurde. Die Billersteine wurden bereits vor 1932 als Naturdenkmal geführt. Heute stehen sie durch Verordnung vom 4. Mai 1938, veröffentlicht im Anzeiger der Hessischen Landesregierung Nr. 72 vom 10. Mai 1938, unter Naturschutz. Die Felswand liegt mitten im Wald, davor wachsen einige große Rotbuchen. Die Felsen sind stellenweise mit Moosen bewachsen.

## Beeinträchtigungen
Die Billersteine werden als Kletterfelsen genutzt. Obwohl im Naturdenkmal das Anbringen neuer Sicherungen untersagt ist, wurden 2019 neue Kletterrouten eingebohrt. Zudem wurden Wege zum Felsen angelegt und Schilder aufgestellt. Der Eigentümer Hessen, vertreten durch Hessen-Forst, drohte mit einer Sperrung des Felsens für den Klettersport. Die Änderungen mussten wieder entfernt werden.